# Platani
Le Platani (connu pendant l'Antiquité sous le nom d'Alico) est un fleuve de Sicile, dans le Sud de l'Italie. Avec un longueur de 103 km, il est le 5e plus long cours d'eau de l'île et draine le 3e bassin hydrologique avec 1 785 km2.
Il coule à travers les provinces de Palerme et d'Agrigente et constitue la limite entre cette dernière et la province de Caltanissetta.
Il prend son nom à la confluence du Platani di Lercara et du Platani di Castronuovo qui prennent leur source respectivement dans les communes de Lercara Friddi et de Santo Stefano Quisquina. Ensuite, il parcourt 83 km avant de se jeter dans le canal de Sicile.

## Source de la traduction
- (en) Cet article est partiellement ou en totalité issu de l’article de Wikipédia en anglais intitulé « Platani (river) » (voir la liste des auteurs).